# Primavera di Praga (brano musicale)
Primavera di Praga è un brano musicale scritto da Francesco Guccini nel 1970, pubblicato nel settembre del 1970 nell'album Due anni dopo.
Il brano parla della Primavera di Praga e del sacrificio di Jan Palach.

## Storia e significato
(Francesco Guccini)
La condanna dei soprusi compiuti dai sovietici ai danni della libertà del popolo ceco è il tema dominante della canzone di Guccini. L'autore in particolare si concentrò sul suicidio-protesta dello studente di filosofia Jan Palach, che si svolse in Piazza San Venceslao, nel cuore antico della città di Praga. In ospedale Palach aveva dichiarato che aveva emulato il gesto, compiuto nel 1963, dal monaco buddhista Thích Quảng Đức, per protestare contro la repressione della propria religione da parte del cattolico Ngô Đình Diệm, allora presidente del Vietnam del Sud.
Guccini inoltre nella sua canzone coglie l'occasione per stabilire una legame tra Jan Palach e il suo connazionale Jan Hus che, nel XV secolo, per i suoi scritti di teologia e per le sue esplicite proteste contro il mercimonio delle indulgenze messo in atto dalla Chiesa, fu prima scomunicato e poi, a seguito della condanna del Concilio di Costanza, arso vivo il 6 luglio 1415.

## Crediti
Alla chitarra acustica appare la musicista statunitense Deborah Kooperman, che accompagnò Guccini per tutti gli anni settanta.

## Altre versioni
In seguito i Nomadi realizzarono una loro versione della canzone.